# Danijel Pranjić
Danijel Pranjić (ur. 2 grudnia 1981 w Našicach) – chorwacki piłkarz grający na pozycji lewego pomocnika i lewego obrońcy. Od 2016 jest zawodnikiem klubu FC Koper.

## Kariera klubowa
Pranjić rozpoczynał swoją karierę w NK NAŠK. Następnie występował w NK Papuk i NK Belišće z którego zaraz po sezonie 2001/02 odszedł do pierwszoligowego NK Osijek, w barwach którego zadebiutował w ekstraklasie (26 lipca 2002 w zremisowanym 1:1 meczu z NK Zagrzeb). Od razu wskoczył do pierwszego składu i rozegrał prawie wszystkie mecze w sezonie – 30 meczów na 32 możliwe. Osijek zakończył sezon na niskim 8. miejscu w tabeli. Kolejny sezon dla drużyny Pranjicia był lepszy i NK zajęło 4. miejsce a on zdobył 2 gole w 23 meczach. Siłą rzeczy dobry sezon w jego wykonaniu zaowocował transferem do silniejszego Dinama Zagrzeb. W Dinamie Pranjić spędził jeden sezon, niezbyt udany dla stołecznej drużyny, która zajęła dopiero 7. miejsce w lidze. Pranjić grał jednak dobrze – 29 razy wystąpił w barwach Dinama i zdobył 2 bramki, a w lipcu 2005 za 500 tysięcy euro przeszedł do holenderskiego SC Heerenveen. W Heerenveen także gra w pierwszej jedenastce. W sezonie 2005/2006 zdobył 5 bramek w Eredivisie. Heerenveen z Pranjiciem w składzie zajęło 7. miejsce gwarantujące start w play-off o miejsce w Pucharze UEFA. Ostatecznie Heerenveen zdołało się zakwalifikować do europejskich pucharów dzięki wygraniu finału z FC Twente. Pranjić grał w obu finałowych meczach. W sezonie 2008/09 wraz z SC Heerenveen zdobył Puchar Holandii, po czym przeszedł do Bayernu Monachium. W lipcu 2012 roku podpisał kontrakt ze Sportingiem CP. W trakcie sezonu 2012/2013 był wypożyczony do Celty Vigo. Latem 2013 przeszedł do Panathinaikosu. Z kolei w 2016 trafił do FC Koper.
| Sezon   | Klub             | Kraj       | Rozgrywki          | Mecze | Bramki |
| ------- | ---------------- | ---------- | ------------------ | ----- | ------ |
| 2001/02 | NK Belišće       | Chorwacja  | Druga HNL          | 28    | 7      |
| 2002/03 | NK Osijek        | Chorwacja  | Prva HNL           | 30    | 1      |
| 2003/04 | NK Osijek        | Chorwacja  | Prva HNL           | 23    | 2      |
| 2004/05 | Dinamo Zagrzeb   | Chorwacja  | Prva HNL           | 30    | 2      |
| 2005/06 | SC Heerenveen    | Holandia   | Eredivisie         | 32    | 5      |
| 2006/07 | SC Heerenveen    | Holandia   | Eredivisie         | 34    | 2      |
| 2007/08 | SC Heerenveen    | Holandia   | Eredivisie         | 33    | 9      |
| 2008/09 | SC Heerenveen    | Holandia   | Eredivisie         | 30    | 16     |
| 2009/10 | Bayern Monachium | Niemcy     | Bundesliga         | 20    | 1      |
| 2010/11 | Bayern Monachium | Niemcy     | Bundesliga         | 28    | 0      |
| 2011/12 | Bayern Monachium | Niemcy     | Bundesliga         | 7     | 0      |
| 2012/13 | Sporting CP      | Portugalia | Primeira Liga      | 9     | 0      |
| 2012/13 | Celta Vigo       | Hiszpania  | Primera División   | 10    | 0      |
| 2013/14 | Panathinaikos AO | Grecja     | Superleague Ellada | 24    | 5      |
| 2014/15 | Panathinaikos AO | Grecja     | Superleague Ellada | 26    | 4      |
| 2015/16 | Panathinaikos AO | Grecja     | Superleague Ellada | 23    | 0      |
| 2016/17 | FC Koper         | Słowenia   | 1. SNL             |       |        |

## Kariera reprezentacyjna
W reprezentacji Chorwacji Pranjić zadebiutował 16 listopada 2004 roku w przegranym 0:1 meczu z reprezentacją Irlandii. Zmienił wtedy w 59 minucie Marko Babicia. Drugi mecz w kadrze Pranjić rozegrał 9 lutego 2005, kiedy Chorwacja zremisowała 3:3 z Izraelem. Dobra gra Pranjicia w Holandii spowodowała, że nowy selekcjoner reprezentacji Slaven Bilić przypomniał sobie o Danijelu i powołał go do kadry na rozgrywane 6 września w Moskwie spotkanie z Rosją, która była okazją do powrotu do reprezentacji. W 2008 roku Slaven Bilić powołał Pranjicia na Euro 2008, na którym Chorwaci dotarli do ćwierćfinału.